# Кутушева, Мария Салимовна
Мария Салимовна Кутушева (24 декабря 1993, Усть-Качка, Пермский район, Пермский край) — российская футболистка, защитница.

## Биография

### Клубная карьера
Воспитанница футбольной школы «Звезда-2005» (Пермь), тренеры — Ольга Кузнецова, Марина Коломиец. На взрослом уровне начала выступать за «Звезду-2» в первой лиге. В сезоне 2011/12 начала выступать за основную команду «Звезды» и за четыре следующих года сыграла 42 матча в высшей лиге России. Чемпионка России 2014 года, в чемпионском сезоне сыграла 3 матча. Вице-чемпионка осеннего сезона 2013 года, обладательница Кубка России 2012 и 2013 годов. В составе пермского клуба сыграла один матч в еврокубках.
В 2015 году перешла в клуб «Рязань-ВДВ». В первом сезоне была основным игроком команды, сыграв 17 матчей, в двух следующих сезонах изредка выходила на замены. Серебряный (2017) и бронзовый (2016) призёр чемпионата России.
Выступала за юношескую и молодёжную сборные России.
Перед началом сезона 2018 года приостановила спортивную карьеру.

## Личная жизнь
Брат Дмитрий (род. 1988) тоже был футболистом, выступал за дубль «Амкара» и «Октан» (Пермь).